# Nərimanlı (Goranboy)
Nərimanlı è un comune dell'Azerbaigian situato nel distretto di Goranboy. Conta una popolazione di 1 229 abitanti.